# Magyar Könyvszemle
A Magyar Könyvszemle a Magyar Tudományos Akadémia és az Országos Széchényi Könyvtár negyedévente megjelenő könyv- és sajtótörténeti folyóirata. A folyóirat jelenlegi főszerkesztője Monok István, társszerkesztője Ács Pál.

## Története
A Magyar Könyvszemlét 1876. március 1-én indította útjára a Magyar Nemzeti Múzeum Könyvtára, mely az első magyar könyvtári szakfolyóirat, világviszonylatban is az elsők közé tartozik. A folyóirat a bibliográfiai és könyvtörténeti tanulmányok mellett figyelemmel kísérte a hazai és külföldi könyvészeti tevékenységet, s évi repertóriumot közölt a hazai s a Magyarországot érdeklő külföldi nyomtatványokról. A kurrens magyar nemzeti bibliográfia megszületése is a folyóirathoz köthető.
A folyóirat első szerkesztője Fraknói Vilmos volt, aki 1875-től az Országos Széchényi Könyvtár vezetője, s az ő érdeme a magyar könyvtári szaksajtó megteremtése. Fraknói Vilmos nem adott közre programcikket, csak egy rövid ismertetést, ami az első szám borítóján jelent meg.
1879-ben a Csontosi János vette át a folyóirat szerkesztését, amelyet Fraknói Vilmos, majd Csontosi János a magyar könyvtári kutatások szervező műhelyévé tett. Mivel a magyar Nemzeti Múzeum Könyvtárának kiadásában jelent meg, így elsődleges feladata a gyűjtemény bemutatása és a hungarikumok kutatása volt. 1886-ban bővült a folyóirat programja, s látókörében megjelentek a külföldi könyvtárak és mozgalmak.
Az 1876 és 1906 közötti időszakban a Magyar Könyvszemle jelentette az egyetlen könyvtári szakfolyóiratot, ami az 1907-es évtől kezdve megváltozott, mivel újak alakultak, mint a Múzeumi és Könyvtári Értesítő, Könyvtári Szemle. Az első világháború, majd a forradalmak utáni helyzetben mintegy másfél évtizeden keresztül ismét a Magyar Könyvszemle jelentette egyedül a könyvtári szaksajtót. Ekkoriban főként a nemzeti könyvtárra és a történeti írásokra koncentrált.
1925-ben Rédey Tivadar szerkesztősége alatt ünnepelte a folyóirat indulásának 50. évfordulóját. Rédey Tivadar szerkesztősége idején főként a Széchényi Könyvtárról és történeti témákról közölt tanulmányokat, csökken az összefoglaló írások aránya. Magas színvonalon, de szűkre szabott tematikával jelentkezett a lap. Az alapvető nehézségek pénzügyi jellegűek voltak.
Az 1930-as és 1940-es évek a folyóirat történetének hullámvölgyeit jelentették, mivel egymást követték a megszűnések és az újraindulások.
1944 és 1947 között anyagi és szerkesztési problémák miatt szünetelt. 1955-ben "Ötödik folyam" jelöléssel ismét megjelent a folyóirat, majd újraindulásától már a tágan vett könyvtártudományi kutatások közlőhelye lett.
1961-ben a folyóiratnak új közreadója lett, a Magyar Tudományos Akadémia I. osztály Könyvtörténeti, Bibliográfiai és Dokumentációs Bizottsága, mely magával hozta a folyóirat profiljának megváltozását. 1961 után gyakorlatilag teljes egészében csak történeti vonatkozású tanulmányokat közölt. 1977-től közölte a magyar könyv- és könyvtártörténeti éves kurrens bibliográfiáját. 1976-tól alcíme "Könyvtártörténeti folyóirat", majd 1981-től "Könyv- és sajtótörténeti folyóirat". 1989-től kezdve a szaksajtó átalakul. A Magyar Könyvszemle már nem az Magyar Tudományos Akadémia lapja, hanem az Irodalomtudományi Intézeté.

## A folyóirat szerkesztői
- 1876-tól Fraknói Vilmos
- 1879-től Csontosi János
- 1892-től Schönherr Gyula
- 1902-től Kollányi Ferenc
- 1911-től Gulyás Pál
- 1925-től Rédey Tivadar
- 1937-től Trócsányi Zoltán
- 1944-től Varjas Béla
- 1955-től Varjas Béla (főszerkesztő), Dezsényi Béla (h.szerkesztő)
- 1957-től Kőhalmi Béla (főszerkesztő), Dezsényi Béla (h.szerkesztő)
- 1970-től Dezsényi Béla, Mátrai László (a szerkesztőbizottság elnöke)
- 1973-tól Kókay György (mb.szerk.), V. Kovács Sándor (mb. szerk.), Mátrai László (a szerkesztőbizottság elnöke)
- 1974-1978 Mátrai László (a szerkesztőbizottság elnöke), Kókay György (felelős szerkesztő), Havasi Zoltán (társszerkesztő)[9]
- 1979-1983 Mátrai László (a szerkesztőbizottság elnöke), Kókay György (felelős szerkesztő), Havasi Zoltán (társszerkesztő)
- 1984 Mátrai László (a szerkesztőbizottság elnöke), Kókay György (felelős szerkesztő), Havasi Zoltán (társszerkesztő)
- 1985-1990 Kókay György (felelős szerkesztő), Havasi Zoltán (társszerkesztő)
- 1991-2007 Kókay György (felelős szerkesztő), Monok István (társszerkesztő)
- 2008-tól Monok István (főszerkesztő)[10]

## Rovatok

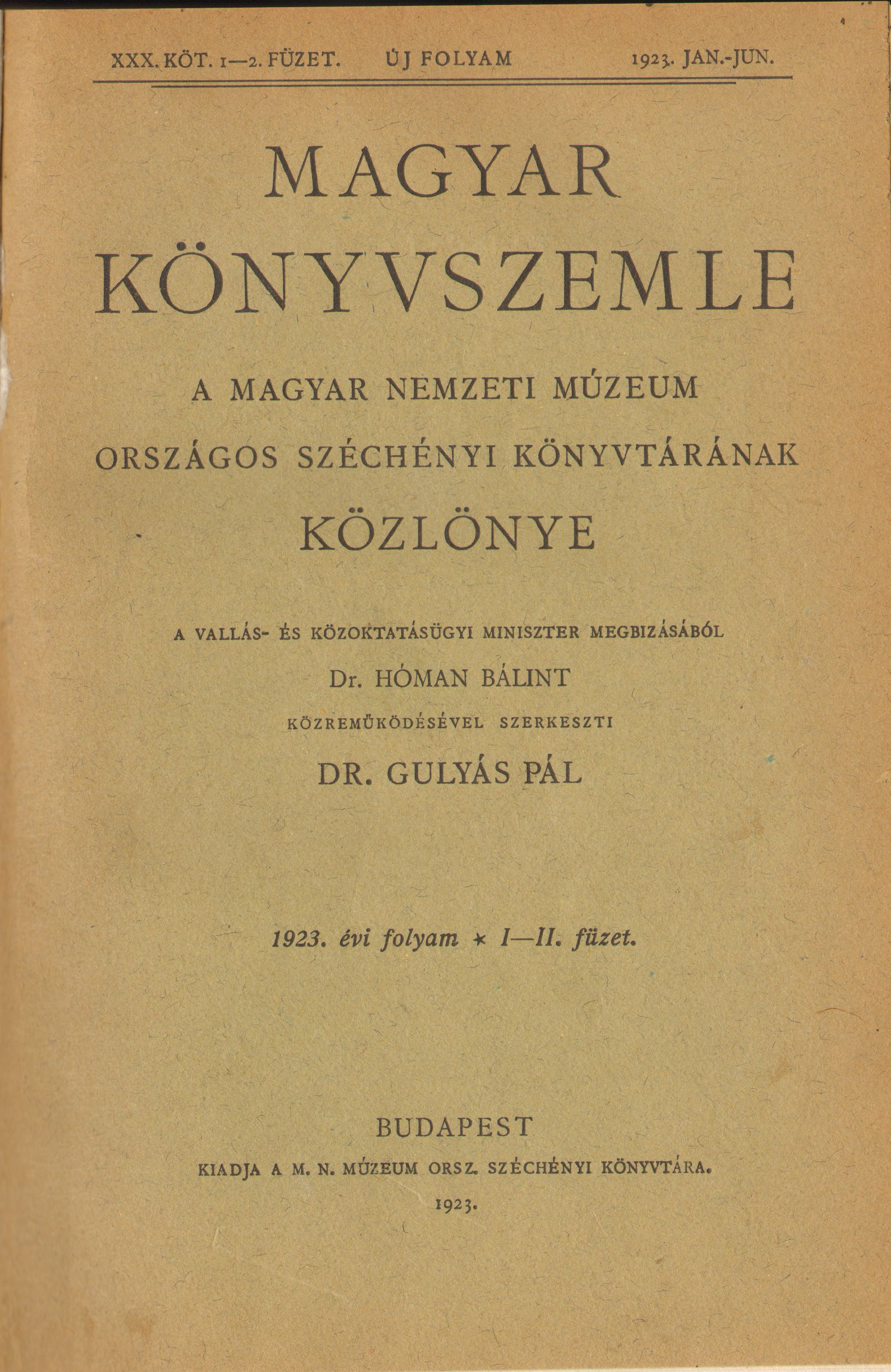
A Magyar Könyvszemle borítója 1923-ból

A folyóiratban több állandó rovat található. A legrégebbi rovatok a Tanulmányok, Figyelő, Szemle.
- A Tanulmányok rovat könyvtártörténeti írásokat közöl.
- A Figyelő rovat a könyvtártudomány területéről mutat be híreket.
- A Szemle rovat magyar és külföldi szakkönyveket ismertet.
- A Bibliográfia rovat az éves magyar nyomda-, könyv-, sajtó- és könyvtártörténeti szakirodalomat mutatja be.

## A folyóirat példányai
A Magyar Könyvszemle negyedévenként jelenik meg a Magyar Tudományos Akadémia Irodalomtudományi Intézete és az Országos Széchényi Könyvtár folyóirataként. 1932/34-1937 és 1946(1947)-1955 között szünetelt.
A folyóirat digitalizált lapszámai elérhetők az Elektronikus Periodika Archívum és Adatbázisban a http://epa.oszk.hu/ címen. Az elektronikus változat kiadója az Országos Széchényi Könyvtár és az Arcanum Adatbázis Kft. A digitális változat és a nyomdai változat között kisebb eltérések lehetnek. Az egyes számokban francia nyelvű tartalomjegyzék található.